# تپه گورستان ترشاب
تپه قبرستان ترشاب مربوط به سده‌های میانه دوران‌های تاریخی پس از اسلام است و در شهرستان سرآب، بخش مرکزی، دهستان حومه، چسبیده به شمال بافت روستای ترشاب واقع شده و این اثر در تاریخ ۶ اسفند ۱۳۸۵ با شمارهٔ ثبت ۱۷۵۲۶ به‌عنوان یکی از آثار ملی ایران به ثبت رسیده است.